# 基督教天然主義
基督教的天然主義是基督教徒所實踐的天然主義或裸體主義行為。
天然主義是在海灘、湖泊、森林或其他荒野地區等自然環境中，從事休閒社交裸體的實踐。目前尚不確定基督教天然主義是否存在於任何正式組織中，但有一些從事天然主義的基督徒的非正式（大多是線上）網絡。
天然主義的許多早期主角是基督徒。例如，Ilsley Boone、Henry S. Huntington和Elton Raymond Shaw等作家都是有關天然主義和基督教的書籍的作家。聖保羅座堂的座堂主任牧師，即超凡牧師（Very Reverend）William Inge，為天然主義者的事業提供了支持，支持莫里斯·帕爾梅里（Maurice Parmelee）的著作《新體操原理：裸體與現代生活》的出版。